# Colonne de la forêt de Weitbruch
La colonne de la forêt de Weitbruch, souvent nommée abusivement borne milliaire en mémoire du réseau routier antique de Germanie supérieure, est une stèle dont l'origine n'est pas connue avec certitude. Elle est située dans la forêt communale, au nord de la ville de Weitbruch, dans le Bas-Rhin. 
Ne portant pas d'inscription latine avérée lors de sa découverte, l'hypothèse qu'elle soit le vestige d'une borne itinéraire romaine reste très discutable, et a été abandonnée par la littérature spécialisée depuis la fin du XIXe siècle. Ainsi, elle ne semble pas[réf. nécessaire] retenue comme telle par le volume sur le Bas-Rhin de la Carte archéologique de la Gaule publié en 2001 par Pascal Flotté et Matthieu Fuchs.
La stèle a été martelée et gravée après sa découverte, en 1859, et a fait l'objet de plusieurs réemplois.

## Description

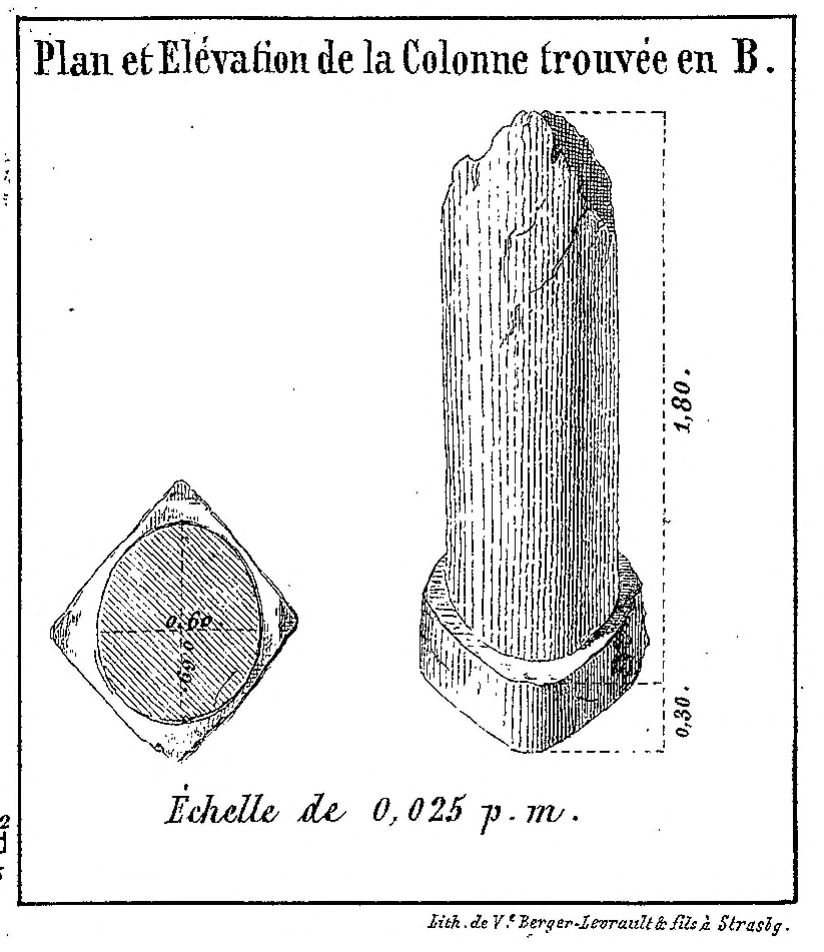
Extrait de la planche accompagnant l'article du colonel de Morlet présentant la colonne telle qu'il l'a découverte en 1859.

Ce monolithe a la forme d'une colonne grossière de section légèrement ovale (69 cm par 60 cm de diamètre sont mesurés lors de sa première description), en grès « renfermant beaucoup de petits cailloux de quartz », d'environ 2,10 m de hauteur, dont 30 cm de socle. Ce dernier est un parallélépipède arrondi de 35 cm de côté. 
Le sommet est irrégulier, brisé et plutôt pointu d'après le dessin du colonel de Morlet, chargé du travail sur la topographie romaine à la Société pour la conservation des monuments historiques d'Alsace. Il le considérait comme « un tronçon de colonne » amputée d'une partie supérieure perdue, ayant éventuellement contenu une inscription. Jérôme Anselme Siffer, le curé de Weyersheim, est pour sa part convaincu que ce n'est pas un fragment, et ajoute que ce « pilier cylindrique, légèrement aminci vers le haut, sans chapiteau, à base carrée, prise dans le bloc » a « son sommet, malheureusement dégradé, [qui] se termine en cône tronqué ». La rédactrice du dossier de l'inventaire topographique Brigitte Parent note juste à ce sujet que « la partie supérieure est abîmée et arrondie ».
Sa surface laisse apparaître plusieurs encoches et trous.

### Une pierre anépigraphe vandalisée
Elle est découverte anépigraphe, sans aucune inscription ni cannelure ou travail homogène de la surface, mais de Morlet « remarque sur une de ses faces une partie creusée et usée qui était restée apparente, et dont les bûcherons se servaient pour repasser leurs haches ». On peut douter que de Morlet y ait fait graver une quelconque date sur son flanc, même si ce n'est pas à exclure à son époque, et il ne l'a en tout cas pas rapporté.
Bien que manquant d’expérience en épigraphie latine (il s’intéresse plutôt à l'histoire religieuse locale), Siffer indique avoir vu « dans la partie fruste les traces d'un X (du chiffre dix) », correspondant selon lui à la distance en lieues avec Strasbourg, « précédé d'après une très-grande probabilité des lettres LEVG, dont on ne remarque, toutefois, plus de vestiges ». En 1907, le Corpus Inscriptionum Latinarum ne retiendra pas ces conjectures particulièrement alambiquées et ne recensera pas le texte en question ou les publications de Siffer. Il mentionne enfin, sans sembler en être choqué, que la date de 1859 était déjà gravée dessus lors de son passage en automne 1862, mais ne signale pas dans sa description la « partie creusée » remarquée par de Morlet.
En 1985, Parent (ou son enquêteur) relève comme inscriptions visibles que, « outre des graffitis, la date de sa découverte : 1859 », gravés sur « une table lisse [...] taillée sur le fût » . C'est la première mention explicite du cartouche.

### Inscriptions visibles en 2016
Le bloc porte actuellement plusieurs caractères gravés dans des écritures différentes. On peut lire sur la photographie de 2016, dans le cartouche rectangulaire soigneusement découpé sur son flanc, sur une surface lisse, de haut en bas, trois ligne :
KM (en petit, en haut à gauche), puis des éléments martelés, 
AAWA (en grand, au centre, avec une incertitude pour le W), et 
1931 (mal gravé, en dessous).

## Localisation
La stèle est située sur le territoire de la commune de Weitbruch, dans le Bas-Rhin. Installée dans la forêt communale, elle est à environ 2 km au nord du centre du village (en contournant la forêt), à plus de 120 m au sud de la route départementale 139, dans le district 39 de la forêt.
Aucune orientation n'est apportée par de Morlet sur l’environnement immédiat (qui semble inchangé, d'après la carte d'état-major de 1820-1866), mais sur sa Carte du département du Bas-Rhin indiquant le tracé des voies romaines de 1861 (dont un extrait est reproduit plus bas) on aperçoit la voie romaine hypothétique passant au sud de la colonne (comme sur son plan de 1860), non loin d'un champ. Mais on ne saura pas s'il considérait que la voie longeait l'emplacement de la stèle ou si elle passait à quelques dizaines de mètres.

### Les déplacements connus
En 1859, « elle était couchée sur le sol, recouverte à peine de terre », « dans la forêt », selon de Morlet. Trois ans plus tard, Siffer affirme que ce dernier l'a redressée « à l'endroit où elle a été découverte par des bûcherons » et qu'elle a été « entourée d'une claire-voie en bois de chêne » pour sa protection.
Toutefois, Parent nous rapporte qu'en 1890 elle a été déplacée, mais « M. de Morlet a obtenu que la colonne soit remise à sa place d'origine
et soit consolidée ». D'autres auteurs soupçonnent qu'elle aurait été à nouveau déplacée au XXe siècle, à une date indéterminée, peut-être lors des dégradations qu'elle a subies en 1931.
Parent, signale aussi que la stèle n'était pas accessible en 1982, à cause de la densité de la végétation.

## Quelques éléments historiques
La pierre a été mise au jour en 1859, à l'occasion des premières prospections systématiques du réseau routier antique du département, entreprises à une époque où les vestiges romains étaient considérés comme d'importance majeure par rapport aux autres traces du passé, et étaient une source d'inspiration pour les militaires.
Dans ce contexte, trois arguments ont à l'époque appuyé l'hypothèse que cet artefact ait été un milliaire. Son environnement était alors riche en vestiges de tous ordres (eux aussi considérés a priori comme essentiellement d'origine romaine), ensuite certaines sections de voies anciennes visibles semblaient converger vers le site dans un dessin général cohérent (mais sans certitudes de l'époque où elles avaient été aménagées et en fonction), et enfin le monolithe avait l'aspect attendu d'une pierre milliaire (dont une base « en forme de losange », non étudiée depuis 1860 et 1864).

### L'opinion du colonel de Morlet

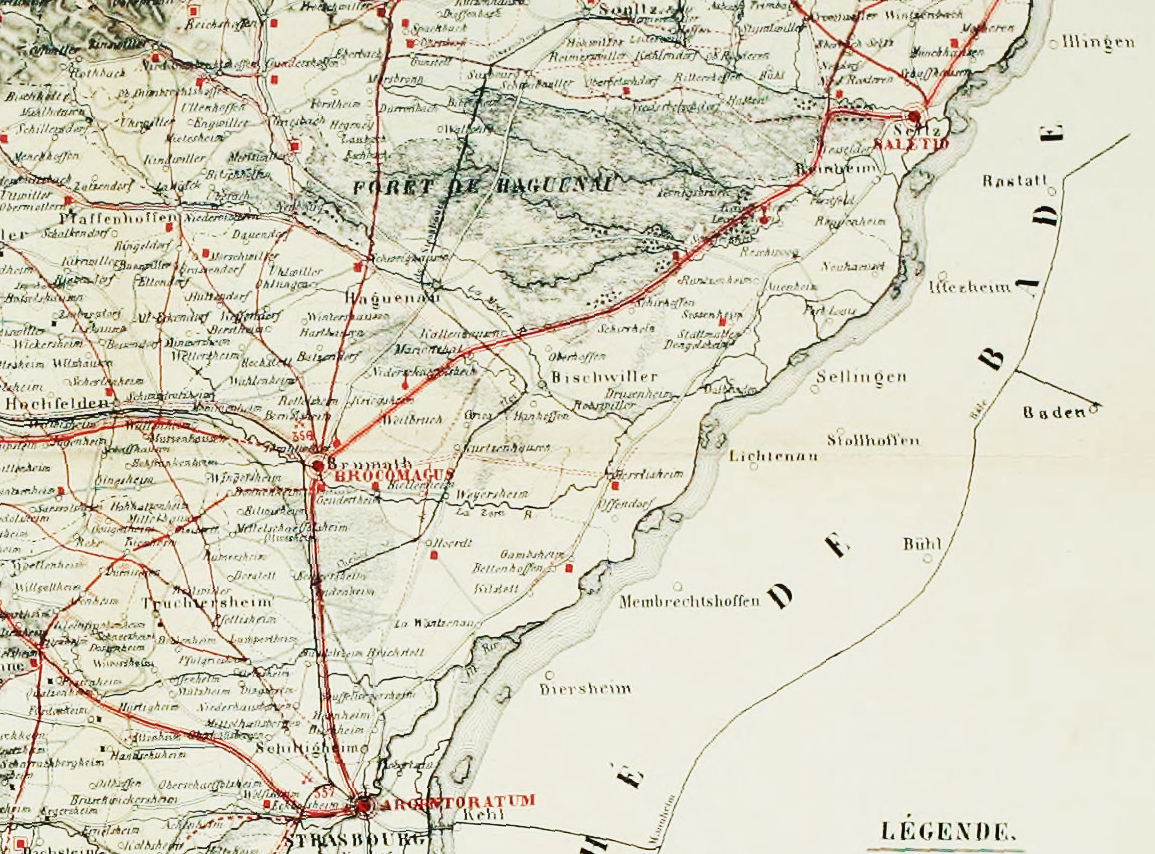
Détail des voies entre Strasbourg et Seltz de la carte établie en 1861 par de Morlet, localisant les cités antiques d'Argentoratum (Strasbourg), Brocomagus (Brumath) et Saletio (Seltz) et les voies routières probables ou hypothétiques.

Pour le responsable de la topographie romaine à la Société pour la conservation des monuments historiques d'Alsace, le colonel Charles-Gabriel Beaudet de Morlet, qui prospecte autour de la voie romaine reliant Brumath à Seltz (Saletio), « la tradition et les monuments romains trouvés le long du tracé présumé fournissent des preuves suffisantes pour admettre ce tracé ». 
Plusieurs stations de cette voie antique sont connues pour être représentées sur la table de Peutinger et indiquées dans l'Itinéraire d'Antonin et Ptolémée, entre autres. En 1844, Brumath est identifié à l'antique Brocomagus par Jean-Geoffroy Schweighaeuser. La stèle est donc à trois lieues gauloises (environ 6,7 km) de ce qui s’avéra bien être la cité antique des Triboques en Germanie première. 
Pour ce qui est des autres vestiges mis au jour à proximité, de Morlet note juste que « des bronzes, des médailles romaines » ont été trouvés dans la forêt (Siffer, aurait observé « des tuileaux et des restes de ciment romain » aux alentours... Rien de plus concret, donc).
Ces informations, somme toute bien sommaires pour ce qui concerne la stèle en question, n’empêcheront pourtant pas de Morlet de spéculer à propos d'une « voie dont les traces matérielles ont disparu », que vu « une direction qui, en se prolongeant presque en droite ligne jusqu'à Seltz, est marquée sur tout son parcours par de nombreux vestiges d'antiquité, il semble que l'on peut difficilement assigner à ce monument une autre destination que celle d'une pierre milliaire ». Comme dans le corps du texte, on remarquera que le plan général fourni par l'auteur ne permet pas de localiser précisément les quelques vestiges signalés, ni la position exacte des traces de voie ancienne visibles ou imaginées.
Pour conclure son argumentation, il ajoute que la ressemblance entre la forme elliptique de la pierre et des colonnes (anépigraphes) visibles jusqu'au XVIIIe siècle le long de la route de Chartres à Orléans, « confirme [son] opinion ». C'est court.
L'archéologue précise, par ailleurs, être peu à l'aise avec les inscriptions.

### Autres hypothèses possibles
Il est bien sur possible que ce monument ait été anciennement une borne milliaire, mais sans étude sérieuse permettant de mieux appréhender ses fonctions passées, on peut tout aussi bien faire l'hypothèse que la stèle ait été façonnée à l'époque protohistorique (si la facture de la base se révélait compatible ou la marque d'un remploi), ou au contraire au Moyen Âge, voire à une période plus récente, comme borne frontière, ou ait fait l'objet de réemplois multiples, tant son contexte archéologique est inconnu et que les arguments formels sont limités.
On peut envisager que l'état détérioré de la partie supérieure du monument soit dû à l'effet de la christianisation d'une stèle. De même, la partie creusée signalée en 1859 pourrait être la marque sur la base d'une croix de chemin (comme celui envisagé sur la stèle de Croas ar Peulven).
Il va sans dire que d'autres hypothèses sont envisageables dans l'état actuel, et se valent autant les unes que les autres. Seule une étude archéologique du site, de ses contextes, de la pierre, comme de la base parallélépipédique dite en « losange », ainsi qu'une relecture de la documentation et des archives pourrait écarter certaines conjectures.

### Réemplois récents, dégradations et inscription aux Monuments historiques
Certains réemplois contemporains de la stèle sont partiellement connus. Un, signalé en 1985 par Brigitte Parent, aurait eu lieu en 1890 (donc sous l'Empire allemand). Elle a été déplacée « pour servir comme pierre commémorative à une société de vétérans » à cette occasion. Un autre, en 1931. Mais le prétexte de cette date gravée maladroitement dans le cartouche est inconnu (en rapport avec la ligne Maginot ou avec le précédent réemploi ? utilisation comme croix de mission ?). 
On peut penser que ces événements ont contribué à ce que la borne soit inscrite au titre des monuments historiques par l'arrêté du 21 avril 1934 afin de favoriser sa préservation et sa reconnaissance.

#### Publications faisant l'objet de citations dans le corps de l'article
- Brigitte Parent, Dossier IA00061832 de l'inventaire topographique, 7 mars 1985 (Inventaire du patrimoine en Alsace) (en ligne).

- Jérôme Anselme Siffer, « Mémoire sur la grande voie romaine de Brumath à Seltz pour la portion de Weitbruch à Kaltenhouse », dans Bulletin de la Société pour la Conservation des Monuments Historiques d'Alsace, 2 série (1863-1864), Paris, Strasbourg, 1864, p. 14-17 (en ligne).

- Charles-Gabriel Beaudet de Morlet, « Note sur une colonne, découverte dans la forêt de Weilbruch (Bas-Rhin), sur la voie de Brocomagus Saletio (de Brumath à Seltz) », Bulletin de la Société pour la conservation des monuments historiques d'Alsace, Paris, Strasbourg, vol. 3,‎ 1860, p. 87-90 (lire en ligne) et planche après la p. 126

#### Autres publications concernant la stèle
- Pascal Flotté et Matthieu Fuchs, « Le Bas-Rhin », Carte archéologique de la Gaule, vol. 67/1,‎ 2001, p. 659-660
- Charles-Gabriel Beaudet de Morlet, « Notice sur les voies romaines du département du Bas-Rhin (arrondissements de Strasbourg, de Saverne et de Wissembourg) [avec une Carte du département du Bas-Rhin indiquant le tracé des voies romaines] », Bulletin de la Société pour la conservation des monuments historiques d'Alsace, Paris, Strasbourg, vol. 4 (1860-1861),‎ 1861, p. 38-104 (lire en ligne) et la planche entre la p. 36 et 37

#### Publication ne mentionnant pas la stèle
- Gerold Walser, « XXVIII, Via a Raetiae Finibus per sinistram Rheni ripam Mogontiacum ducens », Corpus Inscriptionum Latinarum,‎ 1986, p. 229-239 (lire en ligne)

- Jean-Geoffroy Schweighaeuser (1776-1844), Énumération des monuments les plus remarquables du département du Bas-Rhin et des contrées adjacentes, rédigée à l'occasion du congrès scientifique de 1842, Strasbourg, Vve Levrault, 1842 (en ligne).